# Al-Wathiq (califfo abbaside del Cairo)
al-Wāthiq bi-llāh (in arabo ﺍﻟﻮاثق بالله‎?), noto tra gli storici come al-Wāthiq I (Il Cairo, ... – Il Cairo, dopo il 1341) è stato il quarto califfo abbaside del Cairo.
Regnò dal 1340 al 1341, dopo essere succeduto ad al-Mustakfī. Era nipote di al-Ḥākim I.